# Sonsoroleilanden
De Sonsoroleilanden is een eilandengroep van de Zuidwesteilanden in de Grote Oceaan. Politiek gezien behoren ze tot de administratieve regio Sonsorol van de eilandrepubliek Palau. De eilanden liggen ruim 300 kilometer verwijderd van het Palauaanse hoofdeiland Babeldaob.
De groep bestaat uit twee kleine eilanden die ongeveer 1,5 kilometer van elkaar gescheiden zijn: Sonsorol, het hoofdeiland, en het onbewoonde eiland Fanna.
De eilanden liggen in de mariene ecoregio Westelijke Carolinen.